# Takeshi Inoue
Takeshi Inoue (井上 健 Inoue Takeshi?,  30 de septiembre de 1928 en Nishinomiya, Hyōgo, Imperio del Japón - 5 de abril de 1992) fue un futbolista japonés que se desempeñaba como centrocampista.
En 1954, Inoue jugó para la selección de fútbol de Japón.

## Trayectoria

### Clubes
| Club                            | País  | Año         |
| ------------------------------- | ----- | ----------- |
| New Mitsubishi Heavy Industries | Japón | 1952 - 1960 |

### Selección nacional
| Selección | País  | Año  |
| --------- | ----- | ---- |
| Absoluta  | Japón | 1954 |

## Estadística de equipo nacional
| Selección de Japón | Selección de Japón | Selección de Japón |
| Año                | Part.              | Goles              |
| ------------------ | ------------------ | ------------------ |
| 1954               | 1                  | 0                  |
| Total              | 1                  | 0                  |